# Sadkî, Zalișciîkî
Sadkî (în ucraineană Садки) este o comună în raionul Zalișciîkî, regiunea Ternopil, Ucraina, formată numai din satul de reședință.

## Demografie
Componența lingvistică a comunei Sadkî
     Ucraineană (99,81%)
     Alte limbi (0,19%)
Conform recensământului din 2001, majoritatea populației comunei Sadkî era vorbitoare de ucraineană (99,81%), existând în minoritate și vorbitori de alte limbi.